# Peter Schließer
Peter Schließer (* 14. Juli 1939) ist ein deutscher Sportfunktionär und Basketballschiedsrichter.

## Leben
Von 1978 bis zu seinem Ruhestand im Juli 2004 war Schließer, der zunächst bei der Deutschen Bundesbahn arbeitete, als Sportstättendirektor für den Betrieb des Berliner Olympiastadions, der Waldbühne, des Maifeldes sowie das Hockey-, Schwimm- und Reiterstadion zuständig, er bekam den Spitznamen „Mr. Olympiastadion“. Schließer hatte während seiner Amtszeit seine Dienstwohnung im Torhäuschen am Osttor des Stadions. Bei den Olympischen Sommerspielen 1972 in München war er Sportstättenleiter der Austragungshalle des Basketballturniers, 1974 während der Fußballweltmeisterschaft für die Veranstaltung der in Berlin ausgetragenen Spiele zuständig und 1978 als Koordinator bei den Schwimmweltmeisterschaften in Berlin im Einsatz.
1993 wurde ihm das Bundesverdienstkreuz am Bande verliehen.
Nachdem er 2004 in den Ruhestand gegangen war, trat er im Januar 2005 im Organisationskomitee für die Fußballweltmeisterschaft 2006 die Stelle als Leiter der Abteilung „Städte und Stadien“ an. Damit war er im Vorfeld und während des Turniers für die Umsetzung der infrastrukturellen Auflagen in den Spielorten, besonders in und um die Stadien, verantwortlich.
Als Basketballfunktionär wurde Schließer, der die Sportart aktiv bei den Neuköllner Sportfreunden betrieb, 1968 Jugendwart des Deutschen Basketball-Bundes (DBB). 1972 wurde er in den Jugendausschuss des Weltverbandes FIBA gewählt und 1976 sowie 1980 wiedergewählt. Als Präsident des Berliner Basketball-Verbandes holte er das Europapokalendspiel zwischen Real Madrid und Maccabi Tel Aviv 1980 in die Berliner Deutschlandhalle. 1984 zog er als Vizepräsident „Spielbetrieb und Sportorganisation“ in den Vorstand des Deutschen Basketball-Bundes ein. Ab 1985 saß Schließer in der Technischen Kommission des europäischen Basketballverbandes FIBA Europa, jahrelang war er als technischer Kommissar für die FIBA bei Europapokal- und Länderspielen im Einsatz. Er war zudem jahrzehntelang Basketball-Schiedsrichter und leitete auch Spiele auf internationaler Ebene wie im Europapokal der Landesmeister.
In Schließers Wohnung wurde 1989 die BG Charlottenburg als Nachfolger des DTV Charlottenburg und Vorläufer von Alba Berlin gegründet, von 1991 bis November 2016 war Schließer Vizepräsident von Alba Berlin.